# Доња Коритница
Доња Коритница је насеље у Србији у општини Бела Паланка у Пиротском округу. Према попису из 2022. било је 102 становника (према попису из 1991. било је 298 становника).

## Положај
Старији део села лежи у подножју Суве планине и пружа се правцем тока Коритничке реке. Тај је део на оном месту где у реку улази долина периодског потока Скокови. Друмски део насеља ниже се од долине Дубоког дола. Између старијег дела око Коритничке реке и новијег око друма, "уметнута" је група кућа и они су спојени. Село има коритаст положај и по њему је добило име. Водом се снабдева са врела Братиша, извора и бунара. Главни извори су: Маничев Кладенац, Арвачица, Чука, Змејанци, Ракита, Мајиловац, Бели Кладенац и Конћевац.
Границе сеоског атара су повучене на местима: Џаџулов пут, Гавран, Букова Падина и Врбица са Дивљаном. Врбица је тромеђа: Дивљане , Доње Коритнице и Ореовца. Од Врбице са Церовом Главом, Јаничарском Падином и Страњем иде међа са Ореовцем. Страње је тромеђа: Доње Коритнице, Ореовца и Шљивовика.
Топографска имена за обрадиве површине у селу: Змејанци, Зло чудо, Орашје, Лука, Равна Шума.

## Историја
Српска основна школа у месту постоји од 1869. године.

## Демографија
У насељу Доња Коритница живи 96 пунолетних становника, а просечна старост становништва износи 57,1 година (55,9 код мушкараца и 58,6 код жена). У насељу има 48 домаћинства, а просечан број чланова по домаћинству је 2,13.
Ово насеље је великим делом насељено Србима (према попису из 2002. године), а у последња три пописа, примећен је пад у броју становника.
Родови села: Гжинци, Бачовци, Данчуловци, Спасинци, Џуринци, Тарлинци, Савинци, Ћићенци, Балтијашовци, Ваклиновци, Доксинци, Цајинци, Неинци, Станићинци, Грнчаревци, Чућинци, Крстинци, Цоћинци, Џаџуловци, Грђинци, Бошковићи.
Слава села је Свети Јеремија.
|  |

| Демографија | Демографија | Демографија |
| Година      | Становника  | Становника  |
| ----------- | ----------- | ----------- |
| 1948.       | 898         |             |
| 1953.       | 862         |             |
| 1961.       | 682         |             |
| 1971.       | 556         |             |
| 1981.       | 401         |             |
| 1991.       | 298         | 298         |
| 2002.       | 216         | 216         |
| 2011.       | 145         |             |
| 2022.       | 102         |             |

| Етнички састав према попису из 2002.‍ | Етнички састав према попису из 2002.‍ | Етнички састав према попису из 2002.‍ | Етнички састав према попису из 2002.‍ | Етнички састав према попису из 2002.‍ |
| ------------------------------------ | ------------------------------------ | ------------------------------------ | ------------------------------------ | ------------------------------------ |
|                                      |                                      |                                      |                                      |                                      |
| Срби                                 | Срби                                 |                                      | 215                                  | 99,53%                               |
| непознато                            | непознато                            |                                      | 1                                    | 0,46%                                |

| Година пописа     | 1948. | 1953. | 1961. | 1971. | 1981. | 1991. | 2002. |
| ----------------- | ----- | ----- | ----- | ----- | ----- | ----- | ----- |
| Број домаћинстава | 138   | 149   | 144   | 149   | 137   | 113   | 92    |

| Број чланова      | 1  | 2  | 3  | 4 | 5 | 6 | 7 | 8 | 9 | 10 и више | Просек |
| ----------------- | -- | -- | -- | - | - | - | - | - | - | --------- | ------ |
| Број домаћинстава | 29 | 35 | 13 | 5 | 4 | 4 | 2 | 0 | 0 | 0         | 2,35   |

| Пол    | Укупно | Неожењен/Неудата | Ожењен/Удата | Удовац/Удовица | Разведен/Разведена | Непознато |
| ------ | ------ | ---------------- | ------------ | -------------- | ------------------ | --------- |
| Мушки  | 101    | 20               | 64           | 15             | 0                  | 2         |
| Женски | 92     | 2                | 64           | 23             | 1                  | 2         |
| УКУПНО | 193    | 22               | 128          | 38             | 1                  | 4         |

| Пол    | Укупно                    | Пољопривреда, лов и шумарство | Рибарство                            | Вађење руде и камена | Прерађивачка индустрија       |
| ------ | ------------------------- | ----------------------------- | ------------------------------------ | -------------------- | ----------------------------- |
| Мушки  | 41                        | 12                            | 0                                    | 0                    | 13                            |
| Женски | 25                        | 9                             | 0                                    | 0                    | 11                            |
| УКУПНО | 66                        | 21                            | 0                                    | 0                    | 24                            |
| Пол    | Производња и снабдевање   | Грађевинарство                | Трговина                             | Хотели и ресторани   | Саобраћај, складиштење и везе |
| Мушки  | 1                         | 4                             | 3                                    | 0                    | 0                             |
| Женски | 0                         | 1                             | 1                                    | 0                    | 0                             |
| УКУПНО | 1                         | 5                             | 4                                    | 0                    | 0                             |
| Пол    | Финансијско посредовање   | Некретнине                    | Државна управа и одбрана             | Образовање           | Здравствени и социјални рад   |
| Мушки  | 0                         | 1                             | 3                                    | 2                    | 0                             |
| Женски | 0                         | 0                             | 0                                    | 2                    | 1                             |
| УКУПНО | 0                         | 1                             | 3                                    | 4                    | 1                             |
| Пол    | Остале услужне активности | Приватна домаћинства          | Екстериторијалне организације и тела | Непознато            | Непознато                     |
| Мушки  | 0                         | 0                             | 0                                    | 2                    | 2                             |
| Женски | 0                         | 0                             | 0                                    | 0                    | 0                             |
| УКУПНО | 0                         | 0                             | 0                                    | 2                    | 2                             |